# Стшельце-Краеньске
Стшельце-Краеньске (пол. Strzelce Krajeńskie) — город в Польше, входит в Любушское воеводство, Стшелецко-Дрезденецкий повят. Имеет статус городско-сельский гмины. Занимает площадь 4,94 км². Население — 10 186 человек (на 2004 год).

## История
До 1260 года на этом месте существовала деревня, рядом с которой был бранденбургский маркграф Конрад построил в период между 1260 и 1272 городок и, затем, в 1272-1286 годах основал на этом месте город Friedeberg.
В 1945 году город был включен в состав Польши. Польская администрация первоначально использовала имя Strzelce без прилагательного Krajeńskie, которое было добавлено в 1946 году. В 1975-1998 годах город входил в Гожувское воеводство.

## Галерея

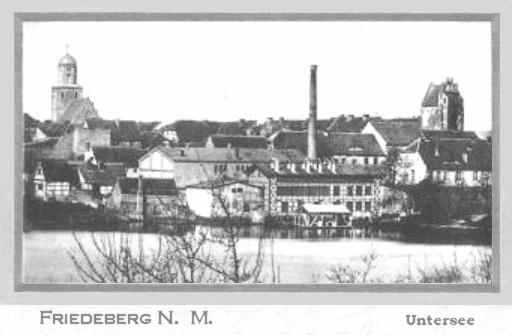
Стшельце-Краеньске (Friedeberg), около 1900 г.
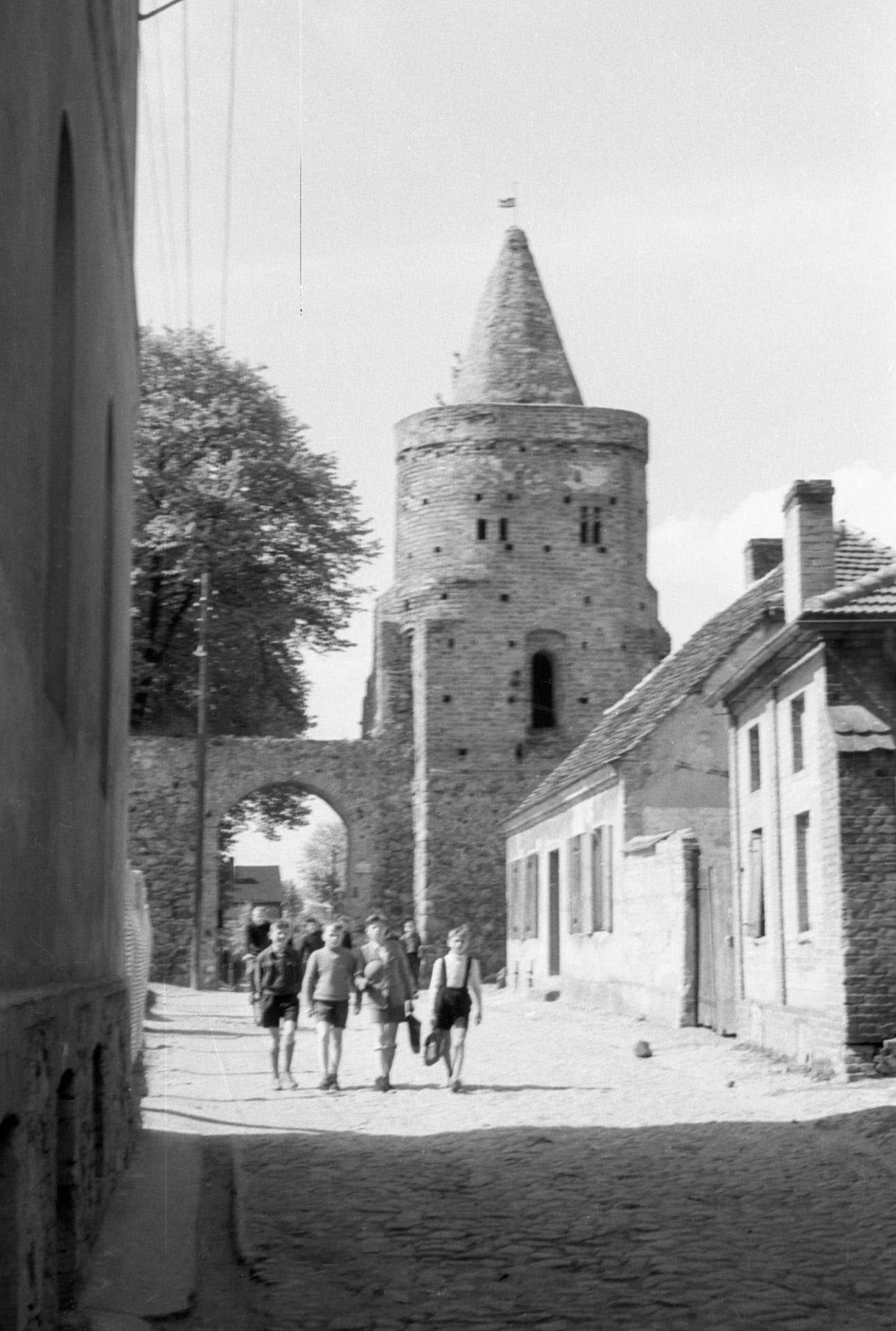
Башня ведьм (1959)
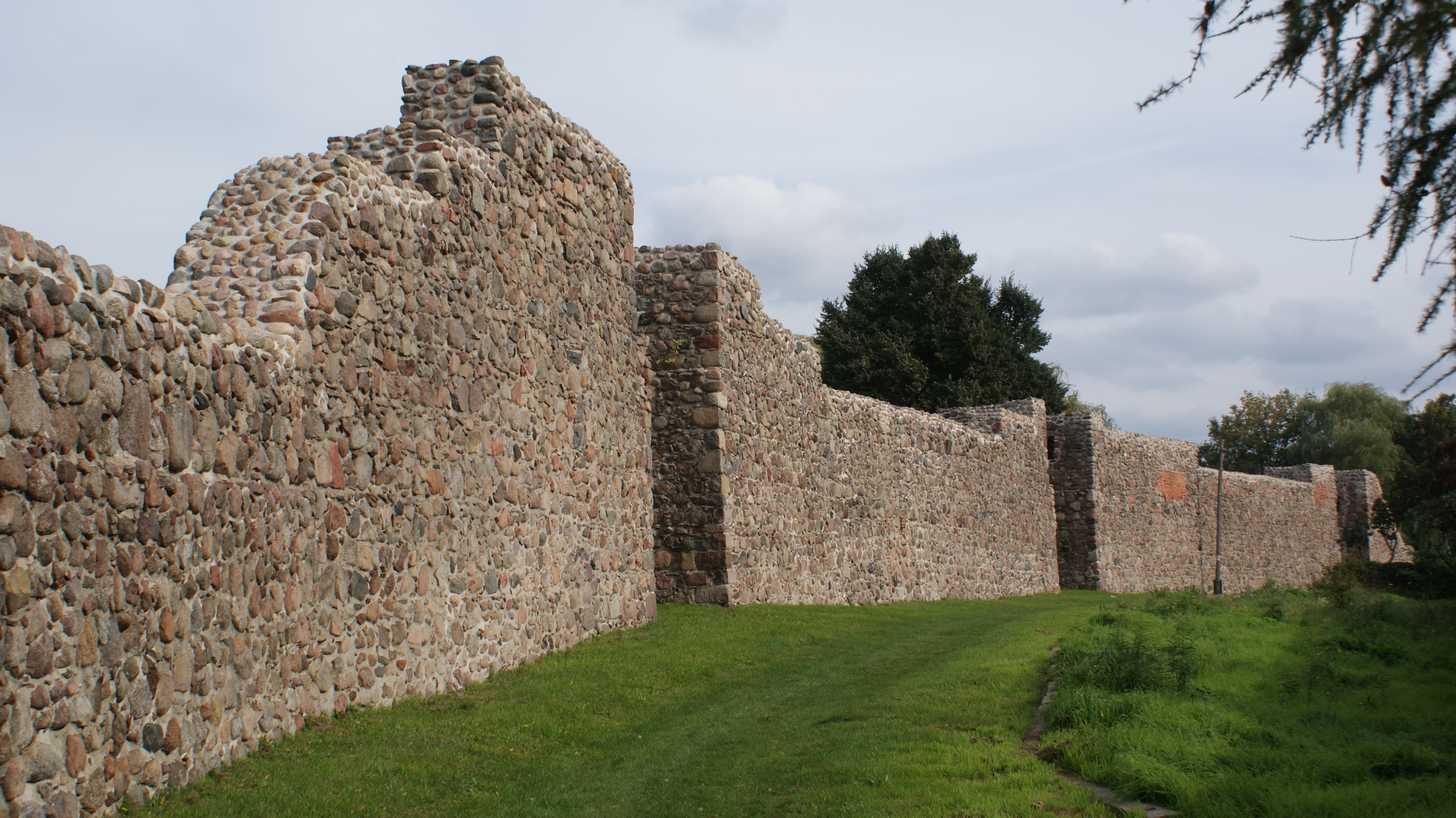
Оборонительные стены c 36 башнями, XIII век
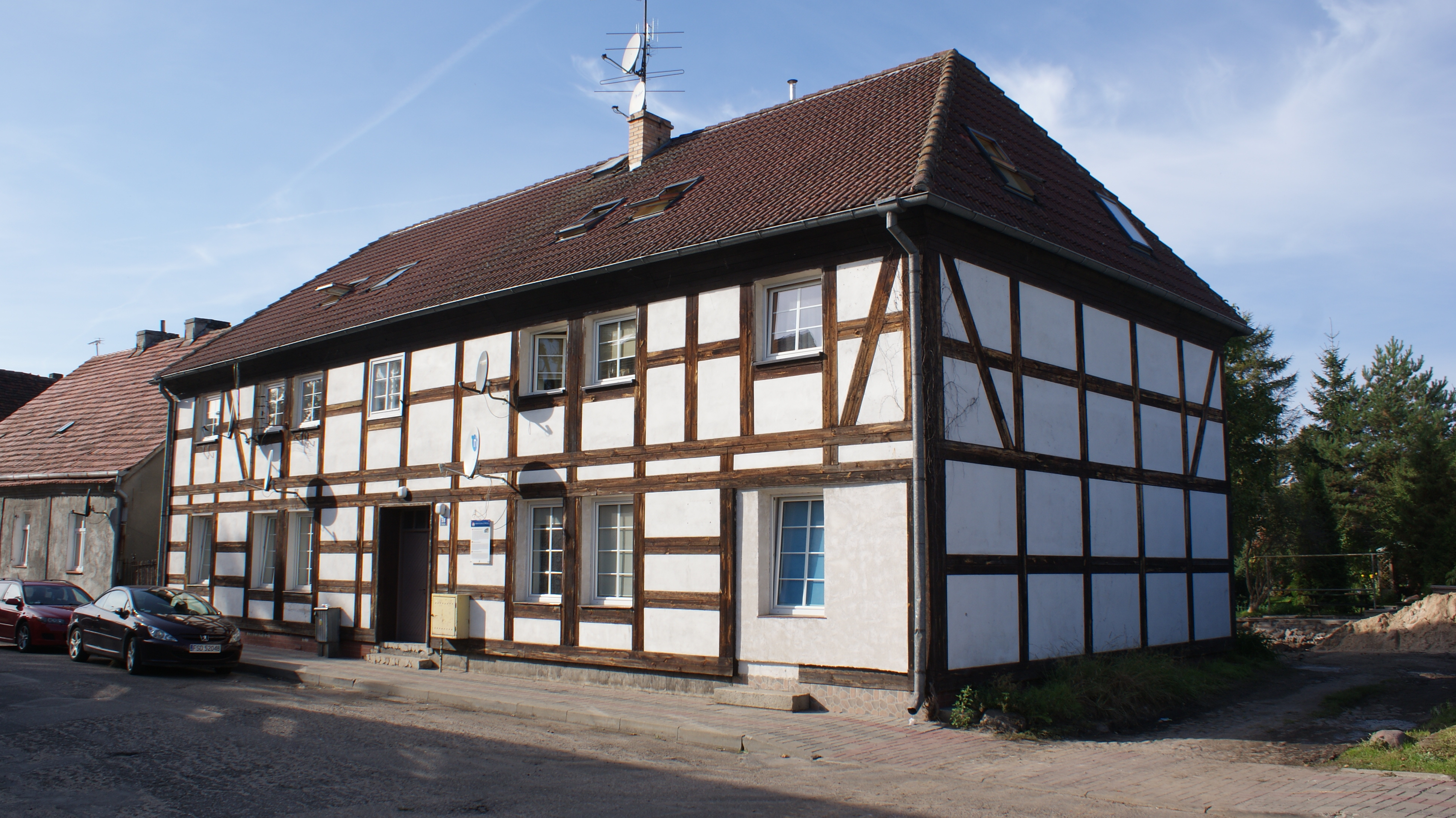
Ул. Пулноцна, 36, дом, XVIII/XIX вв
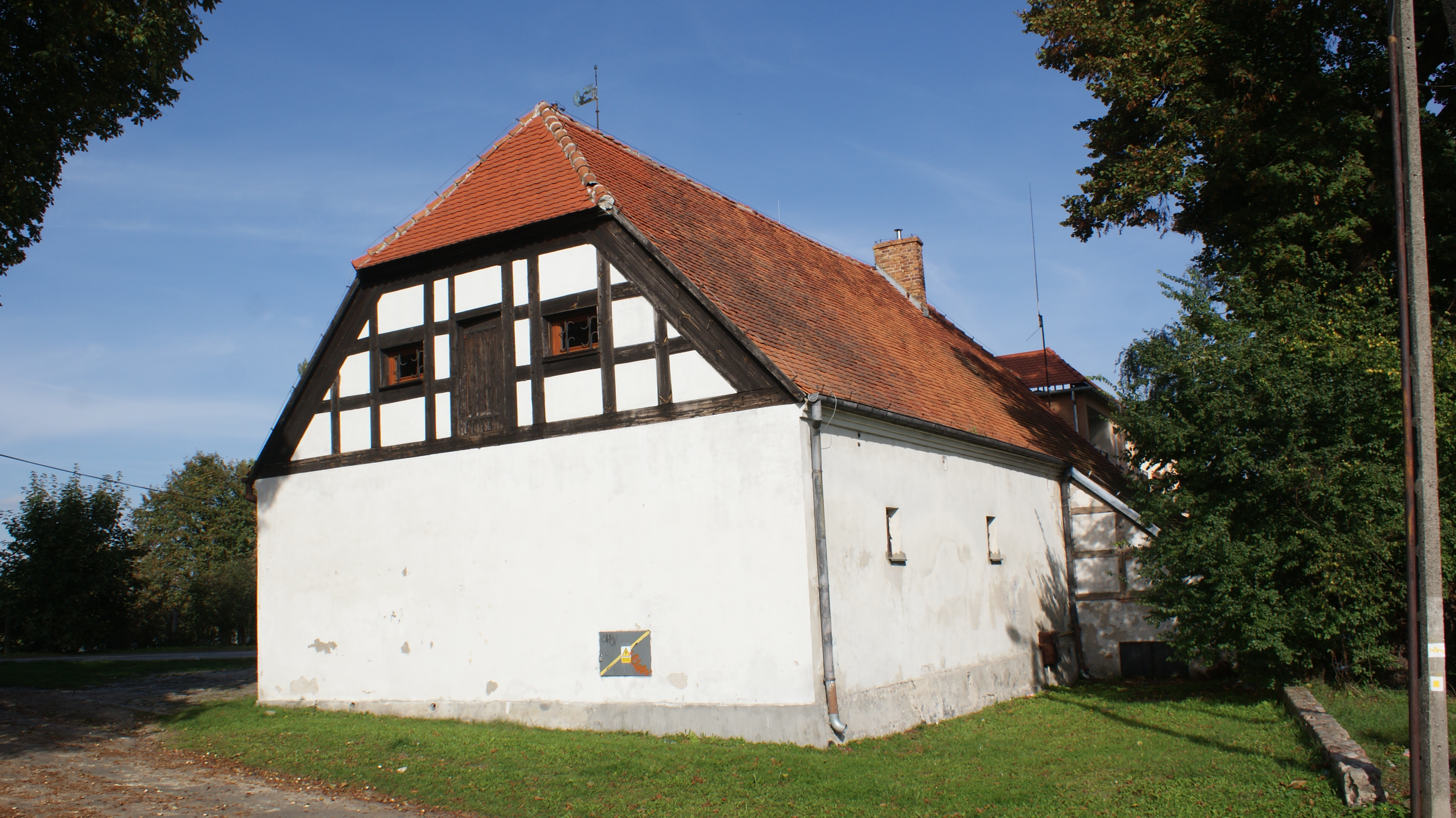
Ул. Войска Польскего, 1 - зернохранилище, 1764 год
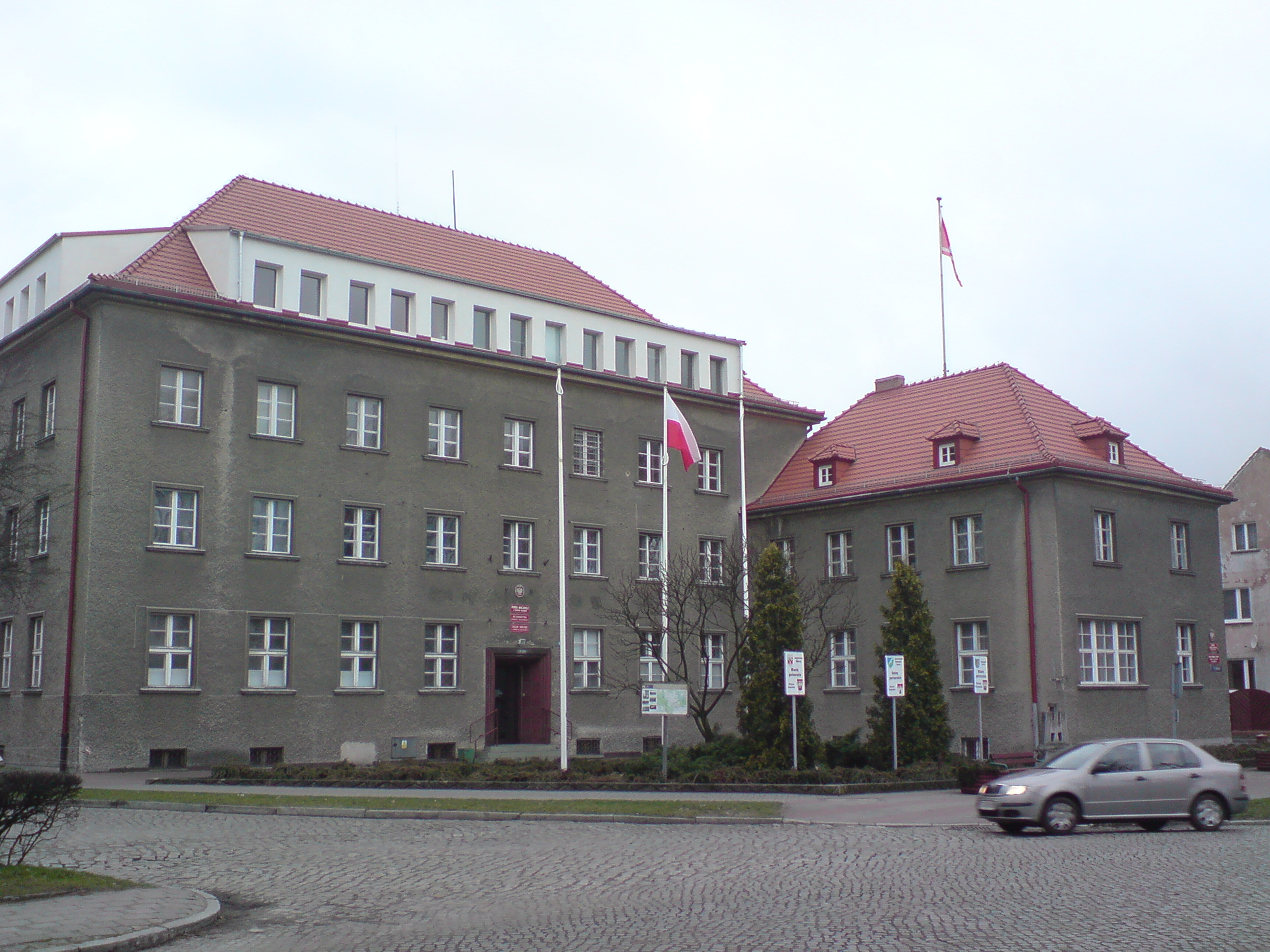
Ратуша, мэрия города и гмины Стшельце-Краеньске (1870-1872 r.)